# A világ leggazdagabb macskája
A világ leggazdagabb macskája (eredeti cím: The Richest Cat in the World) 1986-ban bemutatott amerikai televíziós film, amelynek Leo szerepét Palmer, a macska játszotta el, Larry Hagman hangjával. A forgatókönyvet Les Alexander, Steve Ditlea, Alfa-Betty Olsen és Marshall Efron írta, a filmet Greg Beeman rendezte, a zenéjét Peter Bernstein szerezte, a producerei Alexander Gorby és Andy Rose voltak.
Amerikában 1986. március 9-én az ABC csatornán vetítették le. Magyarországon két szinkronos változat is készült, az elsőt 1995. június 15-én adták ki VHS-en, a másodikat 1999. augusztus 2-án az RTL Klubon vetítették le.

## Szereplők
| Szereplő         | Eredeti hang        | 1. magyar szinkron (InterCom, 1995) | 2. magyar szinkron (RTL Klub, 1999) |
| Szereplő         | Eredeti hang        | Magyar hang                         | Magyar hang                         |
| ---------------- | ------------------- | ----------------------------------- | ----------------------------------- |
| Leo Kohlmeyer    | Larry Hagman        | Papp János                          | Kassai Károly                       |
| Szereplő         | Színész             | Magyar hang                         | Magyar hang                         |
| Bart Barrett     | Brandon Call        | Molnár Levente                      | Szalay Csongor                      |
| Veronica Barrett | Kellie Martin       | Nemes Takách Kata                   | Bogdányi Titanilla                  |
| Paula Rigsby     | Caroline McWilliams | Détár Enikő                         | Prókai Annamária                    |
| Victor Rigsby    | George Wyner        | Harsányi Gábor                      | Kőszegi Ákos                        |
| Howard Piggans   | Steven Kampmann     | Háda János                          | Kálloy Molnár Péter                 |
| Gus Barrett      | Steve Vinovich      | Orosz István                        | Jakab Csaba                         |
| Louise Barrett   | Jesse Wells         | Gór Nagy Mária                      | Andresz Kati                        |
| Oscar Kohlmeyer  | Ramon Bieri         | Karsai István                       | Kristóf Tibor                       |
| Hooten bíró      | J. A. Preston       | Csikos Gábor                        | Papp János                          |
| Börtönőr         | Richard Blum        | Végh Ferenc                         | ?                                   |
| Híradós          | Fred Morsell        | Végh Ferenc                         | ?                                   |
| Rendőr           | Dan Woren           | Várfi Sándor                        | ?                                   |
| Orvos            | Matthew Faison      | Sallai Tibor                        | ?                                   |
| Nővér            | Linda Hoy           | Hirling Judit                       | ?                                   |
| Mrs. Simms       | Bonnie Hellman      | Hirling Judit                       | ?                                   |
| Biztonsági őr    | John Otrin          | Dimulász Miklós                     | Vizy György                         |
| Diverly fiú      | Kevin Sifuentes     | Seszták Szabolcs                    | ?                                   |
| Riporternő       | N/A                 | Zakariás Éva                        | Zakariás Éva                        |
| Ügyvéd           | N/A                 | Pusztai Péter                       | ?                                   |
| Üzletemberek     | N/A                 | Buss Gyula Wohlmuth István          | ?                                   |